# Daya
Daya je značka české módní návrhářky Daniely Ettlerové, založená v roce 2009. V roce 2010 byla nominovaná na cenu Czech Grand Design za kolekci „I'm the woman“.

## Život a kariéra
Daniela Ettlerová (rozená Podlešáková) se narodila 20. července 1987 v Březnici. Zde v roce 2002 absolvovala základní školu. Poté studovala obor „Dámská krejčová“ na Integrované střední škole HPOS v Příbrami a oděvnictví na Integrované střední škole živnostenské v Plzni.
Po zakončení studia založila v roce 2009 módní značku Daya. Své první výtvory začala prezentovat na Fleru, který vznikl rok před tím. V roce 2010 byla nominovaná na cenu Czech Grand Design za kolekci „I'm the woman“, která vznikla jako součást společného projektu 2W & Manua Project feat. Daya.
Pro kolekci „Angélique“ (2011) použila k potisku svých návrhů texty básní od Petra Soukupa, Štěpánky Podlešákové a ze své vlastní tvorby. Od roku 2013 se zaměřila i šití svatebních šatů na míru. Její značka se v současnosti zaměřuje na volnočasovou dámskou módu. V roce 2016 spustila svůj vlastní e-shop.
Žije s manželem a dvěma dětmi (Artur a Sofie) v Březnici.

### Kolekce
- 2009: „I'm the woman“
- 2010: „Porcelain“
- 2011: „Anges Noirs“
- 2011: „My word“
- 2011: „Angélique“
- 2012: „With love“
- 2014: „Greek dress“
- 2015: „Božská“